# Xã Reserve, Quận Parke, Indiana
Xã Reserve (tiếng Anh: Reserve Township) là một xã thuộc quận Parke, tiểu bang Indiana, Hoa Kỳ. Năm 2010, dân số của xã này là 1.423 người.